# Замок Кляйнбардорф
Замок Кляйнбардорф (нім. Schloss Kleinbardorf) — замок, який розташований на північному заході пагорба Гасберге біля міста Зульцфельд-ім-Грабфельд у районі Рен-Грабфельд, Нижня Франконія. Невеликий замок на воді зберігся у доброму стані й досі використовується як житлова споруда.

## Історичний огляд

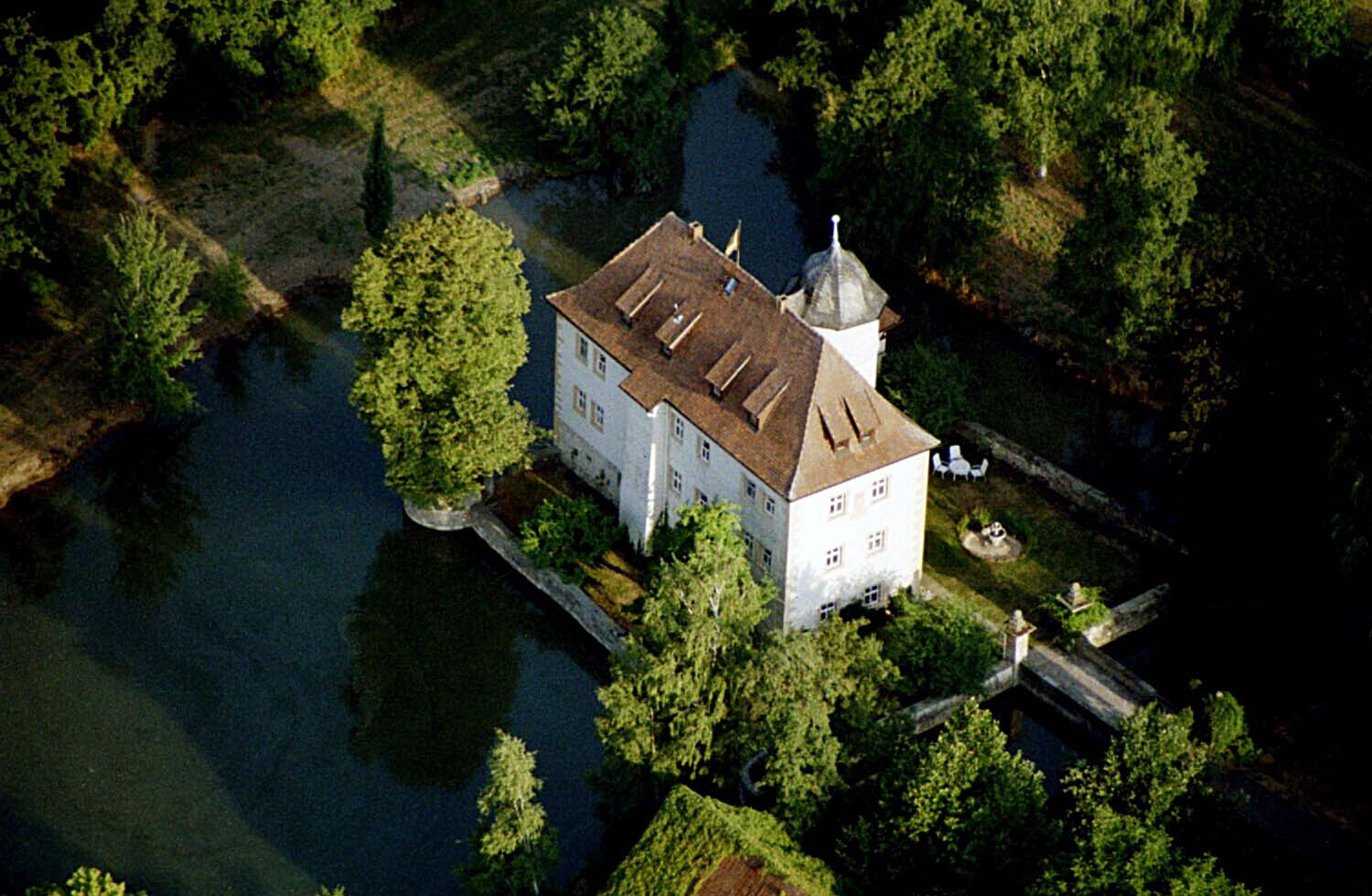
Замок на воді

У XIV столітті Кляйнбардорф розташовувався у графстві Геннеберг. 1368 року перейшов у єпископство Вюрцбурга. Десять років по тому його придбали Дітріх і Конрад фон Бібра.
1602 року маєток був конфіскований після смерті бездітного Генріха фон Бібри. Однак його родичі опротестували це рішення у суді й 1681 року їм повернули право власності. 1691 року Кляйнбардорф купив барон Гуттенберг. 1896 року землі продали сільській громаді.
За станом на початок ХХ сторіччя замок, який був повністю відреставрований, перебуває у приватній власності.
Особняк був збудований Генріхом фон Бібром у ренесансному стилі 1589/1590 року й відновлений Гуттенбергами 1766 року.
На пагорбі Вартберг біля замку розташований великий єврейський цвинтар Judenhügel («Єврейський пагорб»), який оточений мурами 1574 року. На ньому близько 4,4 тис. поховань, хоча ще 1933 року тут нараховувалось близько 20 тис. могильних плит. За розміром у Баварії він поступається тільки мюнхенському єврейському кладовищу.

## Галерея
|  |
|  |

|  |
|  |

|  |
|  |

|                               |
| Єврейський цвинтар Judenhügel |